# Półkanton
Półkanton – dziś już nieoficjalne, ale stosowane określenie sześciu szwajcarskich kantonów, które mają tylko po jednym przedstawicielu w małej izbie parlamentu federalnego (Ständerat), podczas gdy inne kantony mają po dwóch, w dodatku przy podliczaniu głosów kantonów (Ständemehr) ich głos liczy się jak głos połowy „zwykłego” kantonu. W języku prawniczym określa się je jako kantony z połową siły głosu.
Te sześć kantonów to:
- Obwalden (OW) i Nidwalden (NW), osobno co najmniej od 1350 r., tworzące wspólnie Unterwalden;
- Bazylea-Miasto (BS) i Bazylea-Okręg (BL), osobno od 1833 r., wcześniej tworzące kanton Bazylea;
- Appenzell Ausserrhoden (AR) i Appenzell Innerrhoden (AI), osobno od 1597 r., wcześniej tworzące kanton Appenzell.

W nowej konstytucji Szwajcarii z 1999 r. pojęcie to jest już nieużywane. W art. 142 ust. 4 wymienia się te kantony i zaznacza, że mają one „po pół siły głosu”. Nowy sposób przeliczania głosów, także wynikający z art. 1 konstytucji, traktuje te kantony jako pełne, wobec czego Szwajcaria składa się teraz z 26 kantonów (a nie, jak poprzednio, 23).
Oprócz tych zmian, praktycznie nic nie zmieniło się w statusie tych kantonów. Pominąwszy mniejsze przedstawicielstwo w małej izbie parlamentu i połowę siły głosu, każdy półkanton posiada taką samą autonomię jak „pełny kanton”.
Przyczyny tego podziału są historyczne. Po konflikcie religijnym w 1597 r. kanton Appenzell podzielił się na katolicką część Innerrhoden i protestancką część Ausserrhoden. W kantonie Bazylea do podziału doprowadził konflikt między politycznie dominującym miastem a dyskryminowanymi gminami wiejskimi. Unterwalden dla odmiany był zawsze podzielony na Obwalden i Nidwalden. W latach 30. XIX w. również kanton Schwyz był tymczasowo podzielony na Innerschwyz i Ausserschwyz.